# Una vita spericolata
Una vita spericolata è un film del 2018 scritto e diretto da Marco Ponti.
Protagonisti delle pellicola sono Lorenzo Richelmy, Matilda De Angelis e Eugenio Franceschini.

## Trama
Roberto vive in Val di Susa, è un meccanico trentenne sull'orlo del fallimento e si reca in banca a Sestriere per ottenere un prestito per salvare la sua attività, tra l'altro prossima all'esproprio per la realizzazione di una ferrovia in valle. Ma quello che doveva essere un semplice prestito si trasforma grottescamente in una rapina con tanto di ostaggio. Quando si scopre che i soldi portati via non sono della banca ma di una organizzazione malavitosa, Rossi, assieme al suo migliore amico BB, ex pilota di rally, e l'ostaggio Soledad, famosa idolo per adolescenti, si danno alla fuga attraversando tutta l'Italia. La rocambolesca fuga dei tre ragazzi, tra inseguimenti e sparatorie, attirerà l'attenzione dell'opinione pubblica che li farà diventare dei piccoli eroi moderni.

## Produzione
Le riprese sono iniziate il 19 giugno 2017 a Sestriere. Le riprese si sono svolte in Val di Susa e in Puglia.
Inizialmente per il ruolo di BB era stato scelto Domenico Diele, ma a causa dei problemi giudiziari che hanno coinvolto l'attore è stato sostituito da Eugenio Franceschini. Per questo motivo molte scene sono state rigirate.

## Distribuzione
Il film è stato distribuito nelle sale cinematografiche italiane il 21 giugno 2018 dalla 01 Distribution.

## Curiosità
- Il personaggio di Bartolomeo Vanzetti (in questo film nei panni di un medico legale) interpretato da Libero De Rienzo era già presente nel film Santa Maradona sempre diretto da Marco Ponti, dove era anche qui interpretato da De Rienzo.